# Simulium melanopus
Simulium melanopus är en tvåvingeart som beskrevs av Edwards 1929. Simulium melanopus ingår i släktet Simulium och familjen knott.
Artens utbredningsområde är Filippinerna. Inga underarter finns listade i Catalogue of Life.